# Filet (architecture)
Un filet en architecture et construction est :
- une moulure en bois ou en pierre, un listel ;
- une bande de mortier, de métal, constituant le solin d'étanchéité entre la couverture d'un  appentis et le mur  du corps principal sur lequel il est adossé et qui le dépasse ;
- une poutraison en métal léger de renfort dans le plancher sous une charge ponctuelle comme celle appliquée par une cloison rapportée ;
- une saillie de pierre destinée à empêcher l’eau pluviale glissant le long des parements de s’introduire entre les couvertures et les maçonneries[1].

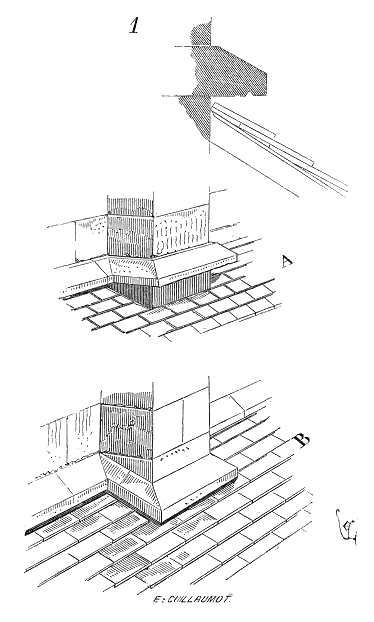
Exemples de filets.